# Sigay
Sigay é um município de  quinta classe de renda municipal (d) na província Ilocos Sul, nas Filipinas. De acordo com o censo de 1 de maio  de  2020 possui uma população de 2 552 pessoas e 547 domicílios.